# Kwas tetrafluoroborowy
Kwas tetrafluoroborowy – związek chemiczny z grupy kwasów beztlenowych. Występuje zwykle w postaci roztworu w wodzie lub w eterze dietylowym. Tworzy sole tetrafluoroborany.

## Otrzymywanie
Kwas tetrafluoroborowy otrzymywany jest zwykle przez działanie kwasem fluorowodorowym na kwas borowy:
H
3BO
3 + 4HF → HBF
4 + 3H
2O
lub jego bezwodnik:
B
2O
3 + 8HF → 2HBF
4 + 3H
2O
Stężenie uzyskanego kwasu zależy od stężenia kwasu fluorowodorowego i dla 70% HF w reakcji z kwasem borowym otrzymuje się kwas o stężeniu 50%, a w reakcji z bezwodnikiem – około 59%.
Stężony kwas tetrafluoroborowy o dużej czystości można otrzymać także w bezpośredniej reakcji kwasu fluorowodorowego i trifluorku boru:
BF
3 + HF·nH
2O → HBF
4 + nH
2O
Reakcję prowadzi się przez rozpuszczanie reagentów w stężonym kwasie tetrafluoroborowym. Ze względu na silnie korozyjne właściwości HBF
4, proces należy prowadzić w aparaturze wykonanej z polipropylenu lub polietylenu.
Metoda ta została opracowana w Poznańskich Zakładach Nawozów Fosforowych w Luboniu.

## Zastosowanie
Kwas tetrafluoroborowy stosowany jest w galwanotechnice oraz w syntezie organicznej do otrzymywania fluorków arylów.